# Jules Angst
Jules Angst (* 11. Dezember 1926 in Zürich) ist ein Schweizer Psychiater.

## Leben
Angst wuchs in Zürich auf und startete dort seine wissenschaftliche Karriere. Er wurde 1953 promoviert und habilitierte sich 1966. Von 1969 bis 1994 war er Professor für Klinische Psychiatrie an der Universität Zürich und Direktor der Forschungsabteilung der Psychiatrischen Universitätsklinik Zürich. Seit 1994 ist er Honorarprofessor der Universität Zürich. 
Sein wissenschaftliches Werk umfasst sechs Monographien und zahlreiche wissenschaftliche Artikel.

## Auszeichnungen (Auswahl)
Für sein wissenschaftliches Werk erhielt er zahlreiche internationale Preise und Auszeichnungen:
- Anna-Monika-Preis (1966/1967)
- Paul-Martini-Preis (1969)
- Otto Naegeli-Preis (1983)
- Eric-Stromgren-Medaille (1987)
- Ehrendoktorat der Universität Heidelberg (1988)
- Goldene Kraepelin-Medaille (1992)
- Selo-Preis USA (1994)
- Mogens-Schou-Preis für die Erforschung von Bipolaren Erkrankungen, USA (2001)
- Burghölzli-Preis für Soziale Psychologie (2001)
- Preis der International Society of Psychiatric Genetics für sein Lebenswerk (2002)
- Ehrenmitglied der Deutschen Gesellschaft für Bipolare Störungen (2004)
- Wagner-Jauregg-Medaille (2007)
- Premio Juan José López-Ibor (2010)[1]
- WFSBP Lifetime Achievement Award in Biological Psychiatry („World Federation of Societies of Biological Psychiatry“, 2011)[2]

## Schriften (Auswahl)
- Zur Aetiologie und Nosologie endogener depressiver Psychosen. Eine genetische, soziologische und klinische Studie. Springer, Berlin 1966 (Habilitationsschrift, Universität Zürich).
- Die somatische Therapie der Schizophrenie. Thieme, Stuttgart 1969.